# Feodor Molin
Feodor Molin (rus: Фёдор Эдуардович Молин)  (Riga, 29 d'agost de 1861 (Julià) - Tomsk, 25 de desembre de 1941), que quan escrivia en alemany signava com Theodor Molien, va ser un matemàtic rus (nom de naixement: Теодор Георг Андреас Эдуардович Молин), conegut pels seus treballs en nombres hipercomplexos.

## Vida i Obra
Molin era fill d'un professor de secundària d'origen suec. Després d'estudiar al institut en el que donava classes el seu pare, va ingressar a la universitat de Dorpat (actual Tartu, Estònia), en la qual es va graduar en astronomia el 1883. Els dos cursos següents (1883-1885) va ampliar estudis a la universitat de Leipzig sota el mestratge de Felix Klein.
A partir de 1885, va ser professor ajudant a la universitat de Tartu, mentre estudiava els nombres hipercomplexos, camp en el que ja treballaven Sophus Lie i Frobenius. Aquests estudis el va porta a descobrir els principals teoremes de l'estructura de les àlgebres associatives semisimples. El 1892 va obtenir el doctorat, defensant una tesi sobre aquest tema, que va ser immediatament publicada pels Mathematische Annalen.
En els anys successius,mentre seguia com a professor ajudant a Tartu, va anar erfilant els seus resultats amb mires a obtenir una plaça docent que no va aconseguir per la incomprensió del seu treball de les autoritats acadèmiques russes. El 1900, finalment, va acceptar una plaça de professor titular al recentment creat Томского технологического института (Institut Tecnològic de Tomsk) a Sibèria. Va ser el primer professor universitari de matemàtiques de Sibèria. En els anys successius, va estar creant els programes de les assignatures, escrivint els temaris i les notes dels cursos i altres tasques administratives. El 1911 va ser obligat a retirar-se i durant uns quants anys va organitzar seminaris privats de matemàtiques als que assistien tots els matemàtics de Tomsk. El 1917, en inaugurar-se la facultat de matemàtiques de la universitat de Tomsk, va retornar a l'ensenyament. Fins a la seva mort el 1941, quasi tots els estudiants de matemàtiques de la universitat van passar per algun dels seus seminaris, normalment sobre funcions el·líptiques i geometria diferencial.
El 1935, amb els seus col·legues de la universitat de Tomsk Fritz Noether i Stefan Bergman, van fundar la revista МАТЕМАТИКА И МЕХАНИКА (Matemàtica i Mecànica), que encara es continua publicant.